# Ambrosio Spínola
Ambrosio Spínola Doria (en italiano: Ambrogio Spinola Doria; Génova, 1569-Castelnuovo Scrivia, 25 de septiembre de 1630) fue un aristócrata genovés al servicio de la Monarquía Hispánica, capitán general de Flandes durante la Guerra de los Ochenta Años. Organizó la toma de numerosas ciudades holandesas y es recordado como uno de los últimos grandes jefes militares del Siglo de Oro español. Fue I duque de Sesto (1612), I marqués de los Balbases (1621) y grande de España, y se le nombró caballero de la Orden de Santiago y del Toisón de Oro. 

## Orígenes

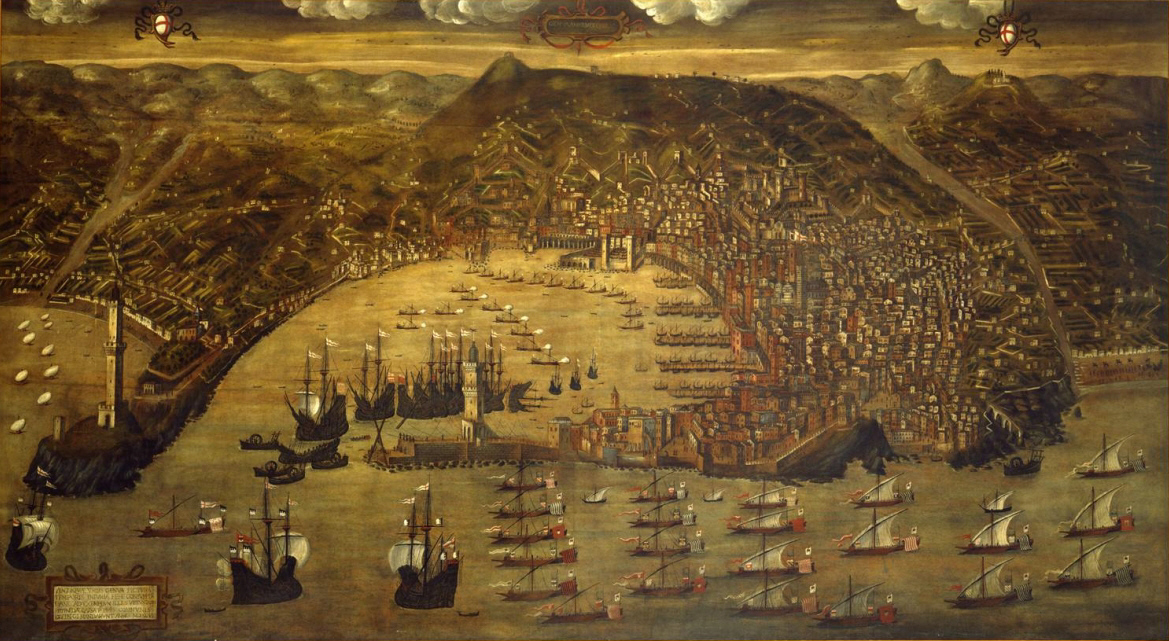
Génova, ciudad natal de Spínola, en un cuadro de finales del siglo, si bien basado en un dibujo de los últimos años del anterior.

Ambrosio Spínola descendía de la Casa de Spínola, una familia noble y rica de Génova, asentada en la república al menos desde el siglo XI. Era hijo mayor de Filippo Spinola, marqués de Sesto y Venafro, y de su mujer Policena Cossino, hija del riquísimo príncipe de Salerno y miembro de la importante Casa de Grimaldi. La familia había contado con duques, cardenales, senadores y militares destacados. Era, desde la Edad Media, una de las principales de la ciudad. Desde el siglo XVI, algunos de sus miembros se habían asentado en España. Filippo y Policena tuvieron siete hijos: cinco mujeres y dos varones. Ambrosio era el mayor de estos y nació el 21 de diciembre de 1569. El padre falleció pronto, en 1591, y los vástagos quedaron a cargo de la madre. Al fallecer el progenitor, Ambrosio heredó, además de grandes riquezas, los títulos de marqué de Benafró y de Sesto. Ambrosio mostró de joven su inclinación por las ciencias exactas y la historia, a diferencia de su hermano, más dado a los ejercicios marciales. Mientras Federico participaba en las guerras de Flandes, Ambrosio se formaba en Génova en matemáticas y en estudios militares. Éste residió en su ciudad natal hasta los treinta y cuatro años.
En el siglo XVI, la República de Génova era un Estado prácticamente en situación de protectorado bajo el poder de la Monarquía Católica. Los genoveses eran los banqueros de la monarquía y tenían el control casi total de sus finanzas. Varios de los hermanos más jóvenes de Ambrosio Spínola buscaron fortuna en España, y uno de ellos, Federico, se distinguió como soldado en Flandes. El hermano mayor permaneció en Italia y se casó en 1592 con Joanna Bacciadona (Juana Basadona), hija del conde de Galeratta. Juana, hija única, aportó al matrimonio una gran dote de medio millón de escudos. El matrimonio tuvo cinco hijos, tres varones y dos mujeres.

## Comienzos en la política
Fue elegido magistrado de la república. Las casas de Spínola y Doria rivalizaban por ejercer el poder en la república. Ambrosio Spínola continuó esta rivalidad con Juan Andrea Doria, entonces jefe de los Doria. Los descontentos con el gran poder de los Doria se agrupaban en torno a los Spínola, pese a ser las dos familias partidarias de la liga con los españoles. Por entonces los Spínola contaban con más miembros y mayor riqueza que las otras tres familias principales de la república, los Doria, los Grimaldi y los Fieschi. En 1594, los dos partidos se enfrentaron por la obtención del cargo de dux, que obtuvo el candidato respaldado por el de Doria; lo contrario sucedió en 1597. Tras un fracaso en un enfrentamiento judicial con los Doria por la herencia de un palacio de su abuelo, decidió retirarse de la ciudad y mejorar la fortuna de su casa sirviendo a la monarquía española en Flandes, ya que los Doria copaban los mandos navales genoveses. Cansado de las permanentes intrigas que caracterizaban la política genovesa y desconfiando ya del gobierno de la república, la abandonó en 1602, con treinta y tres años. El 3 de noviembre de 1601, el rey lo nombró maestre de campo de las tropas que iba a llevar a Flandes. En 1602 él y su hermano Federico entraron en tratos con el Gobierno español; a principios de ese año acudieron a Lombardía para preparar los 8000 soldados que debían pasar a Flandes. A cambio de suministrar los fondos necesarios para el reclutamiento de las tropas que debían participar en la invasión de Inglaterra, exigió que se le otorgase el mando. Ambrosio asumió en efecto la jefatura de uno de los dos tercios en los que se encuadraron y cuya leva sufragó. Partió hacia el norte el 2 de mayo, llevando a las tropas con severa disciplina. Para el trayecto, se escogió el camino que pasaba por Saboya, el Franco Condado, Lorena y Luxemburgo para llegar a Flandes.

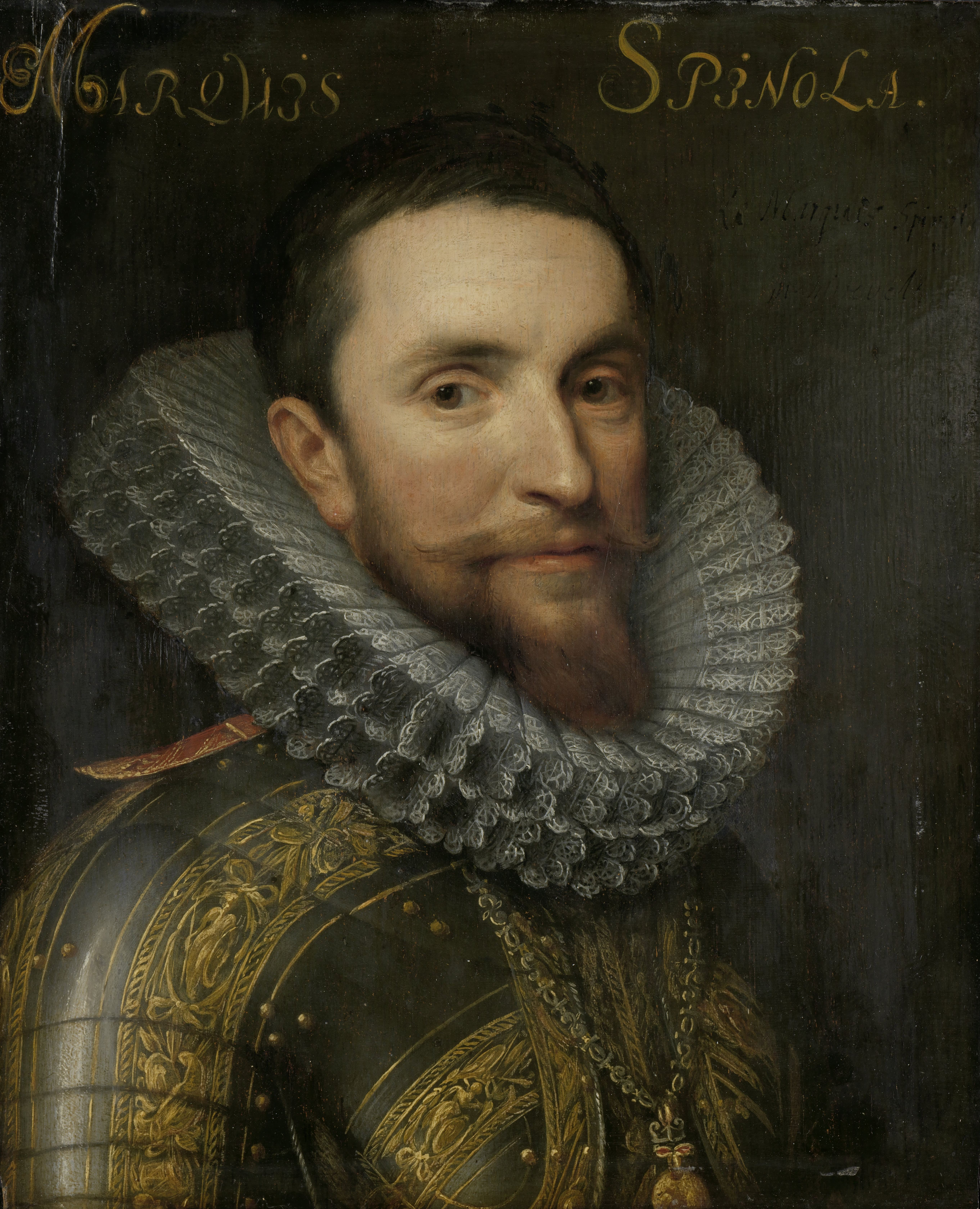
Ambrosio Spínola retratado durante su estancia en las Provincias Unidas para tratar la paz con los holandeses en 1609. Para satisfacer sus inclinaciones militares y dado que sus rivales los Doria copaban los mandos navales genoveses, marchó a servir a la monarquía hispánica en Flandes, donde ya había combatido su hermano menor Federico.

Federico, mientras, recibió el mando de nueve galeras que debían formar una nueva escuadra para operar en Flandes, donde hasta entonces no se habían empleado. Perdió dos de ellas en un combate con barcos de guerra ingleses que recorrían la costa portuguesa. Otras tres se perdieron en una tormenta en el canal de La Mancha, tras zafarse de dos escuadras, una holandesa y otra inglesa, que vigilaban el canal. Las tres supervivientes llegaron a Dunquerque y pasaron luego a La Esclusa, donde tendrían su base. Ambrosio Spínola recorrió con su ejército una larga distancia hasta llegar a Flandes en 1602 con los hombres que había reclutado de su propio bolsillo. Durante los primeros meses de su estancia en Flandes, el gobierno español barajó la posibilidad de emplearlo en una invasión de Inglaterra, proyecto que no llegó a concretarse por la apurada situación en que se hallaban las provincias flamencas. Como consecuencia de la escasez de tropas, el archiduque Alberto prefería emplear las que había traído Spínola para protegerse de los embates holandeses, continuar el asedio de Ostende y desechar el proyecto de invasión. Felipe III acabó cediendo a ello. Abandonado el proyecto de invasión de Inglaterra, Spínola pasó con sus tropas a Brabante, donde reforzó las que mandaba el almirante de Aragón, que trataba de proteger la región de las incursiones de Mauricio de Nassau. A finales del año regresó a Italia para conseguir más hombres. En 1603 volvió a Flandes, al frente de nuevas tropas pagadas por él mismo. La gran ventaja de Spínola era su capacidad para sufragar los gastos del ejército con su fortuna familiar si faltaban los ayudas de la corte madrileña. El 25 de mayo había fallecido su hermano en un combate entre ocho de sus galeras y cinco buques holandeses; la noticia, que dolió intensamente a Spínola y estuvo a punto de llevarle a abandonar su carrera militar, le llegó mientras todavía se encontraba en Pavía reclutando soldados. En noviembre ya se hallaba de vuelta en Flandes, y participó en el socorro de Bolduque, muy apretada por los holandeses.
Su experiencia real como soldado no comenzó hasta que, como general, se encargó a la edad de treinta y cuatro años de continuar el sitio de Ostende en septiembre de 1603. Alberto, decidido a borrar la derrota de Las Dunas mediante la expugnación del importante enclave costero neerlandés, otorgó el mando a Spínola. Desde el revés de la batalla de Nieuwpoort en 1600, la corte española buscaba un jefe militar que sustituyese al archiduque Alberto en el mando del Ejército de Flandes. Mientras continuaba el largo asedio, los holandeses atacaron Tirlemont, talaron la región de Bruselas y estuvieron a punto de tomar Maastricht. También cercaron La Esclusa, a cuyo socorro envió Alberto a Spínola al frente de seis mil soldados. Pese a que la plaza se daba por perdida por el estrecho sitio a la que la sometían los holandeses y a que el genovés compartía la opinión de que era imposible sostenerla, trató de hacerlo, siguiendo las órdenes del archiduque. La operación fue un fracaso. Ostende, sin embargo, cayó en sus manos en septiembre de 1604. Una vez concluido el dilatado asedio, Spínola decidió viajar a la corte vallisoletana para perfilar la campaña de 1605.

## General de los Reales Ejércitos Españoles

### Las campañas de Frisia y la Tregua de los Doce Años

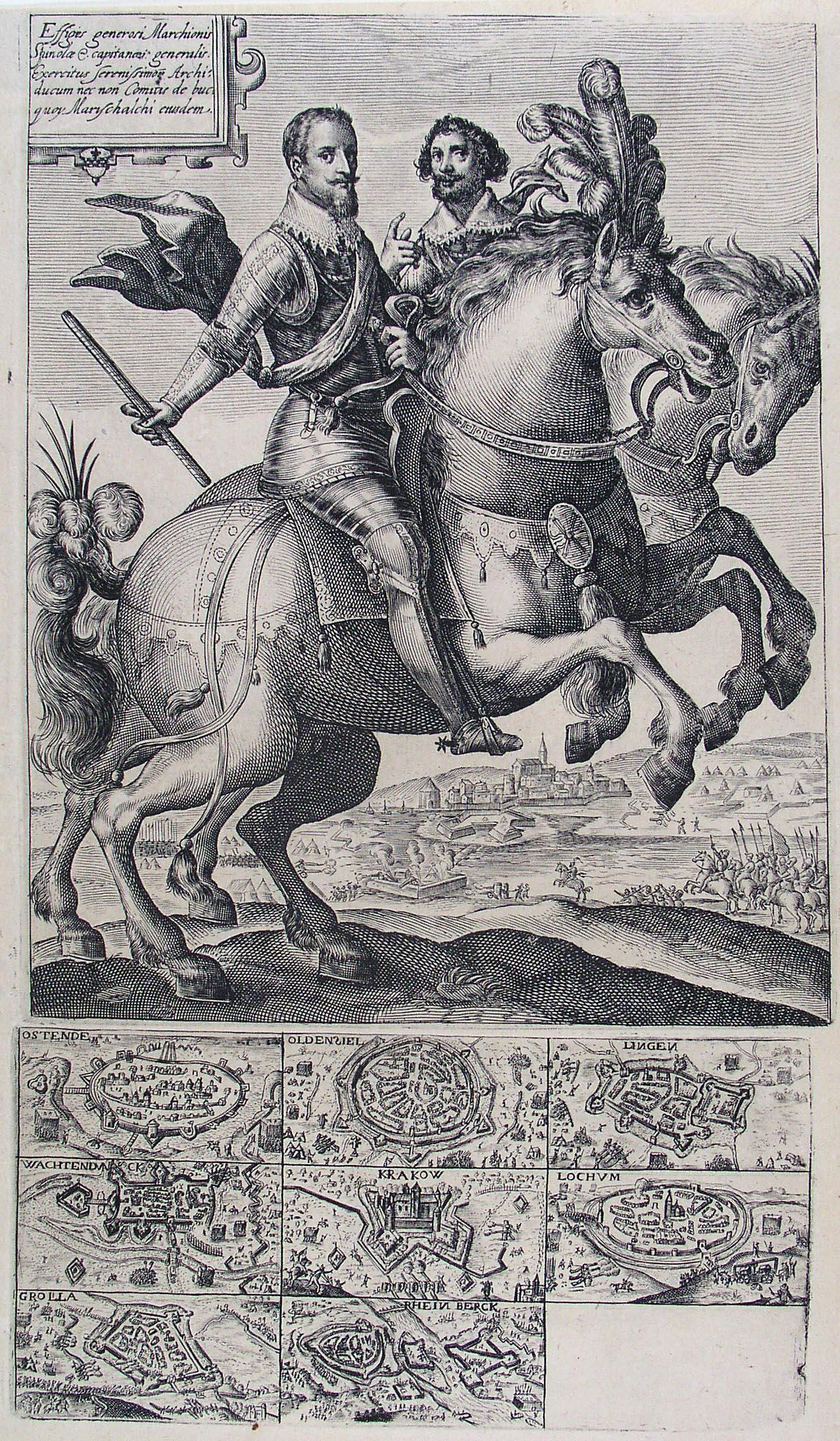
Grabado alegórico de las victorias de Spínola en las campañas de 1605 y 1606 que condujeron a las negociaciones de paz con los holandeses y la firma en 1609 de la Tregua de los Doce Años.

En Valladolid insistió en servir en calidad de general en jefe en Flandes, lo que suponía la cesión de toda potestad militar del archiduque al marqués. Alberto y su esposa se mostraron de acuerdo, pero no así en principio el Gobierno español, que exigió que le otorgase a Spínola no solo el mando militar, sino también la gestión del presupuesto militar y prefirió al comienzo nombrar a otro para el puesto. Una vez otorgada esta condición, se nombró al genovés maestre de campo general del Ejército de Flandes en marzo de 1605. Los planes de Spínola comportaban un cambio radical de la estrategia bélica hispana: abandonar la defensa y emprender el ataque, llevar la guerra al territorio enemigo, hacer que el ejército se abasteciese en este y recaudar impuestos en él, para hacer que los costes de la contienda recayesen en los holandeses. Esto conllevaba la formación de un gran ejército de unos treinta mil infantes y cuatro mil jinetes que se dividiría en dos grupos: uno trataría de recuperar La Esclusa mientras otro invadiría Frisia tras cruzar el Rin.
En abril estaba de nuevo en Bruselas y tomó parte en su primera campaña. Las guerras de los Países Bajos consistían principalmente en asedios, y Spínola se hizo famoso por el número de plazas que tomó, a pesar de los esfuerzos de Mauricio de Nassau de socorrerlas. El primer combate de la campaña de 1605 fue el desbaratamiento del ataque del de Nasáu a Amberes. Socorrida la plaza, Spínola cruzó el Rin y fortificó el paso del gran río. Tras cruzar Cléveris y Westfalia, el ejército marchó contra Lingen. De camino tomó Oldenzaal en agosto. A finales del mismo mes se hizo con Lingen, merced al estrecho cerco de la plaza y a la habilidad de los ingenieros militares italianos. Los españoles se apoderaron además de Deventer, lo que impidió el socorro neerlandés a Lingen, y emprendieron el sitio de Wachtendonk, pese a las dudas de los mandos españoles. Spínola insistió en adueñarse del lugar y lo logró, además de conquistar también el castillo de Krakau. Fracasaron, por el contrario, los intentos de apoderarse de Bergen op Zoom en septiembre y octubre.
Tras la victoriosa campaña de 1605, retornó a la corte vallisoletana para planear la del año siguiente. En 1606 regresó a España, siendo recibido con grandes honores. Se le confió una misión secreta consistente en asegurar la gobernación de Flandes en caso de muerte del archiduque o su mujer. A causa del retraso de la flota americana, Spínola hubo de avalar con su fortuna los empréstitos necesarios para sufragar la ofensiva de 1606; en agradecimiento, se lo nombró consejo de Estado y Guerra. Nuevamente, el objetivo era impeler a los holandeses a entablar negociaciones de paz. Para ello, Spínola pretendía dividir de nuevo el ejército en dos: una agrupación cruzaría el Ijsel y camparía por la zona del Rin y otro haría lo propio con el Waal para avanzar hacia Holanda. La vuelta a Flandes la hizo pasando primero por Génova, para atender a la familia y a los negocios; estos le habían permitido obtener el préstamo de ochocientos mil escudos para acometer la nueva campaña, aunque Spínola calculaba que necesitaría unos trescientos mil mensuales para sufragarla. Tras recobrarse de una grave enfermedad que hizo que corriesen bulos sobre su fallecimiento, volvió a Flandes, donde se encontró con que los ochocientos mil escudos ya se habían gastado; para emprender las operaciones militares, hubo de avalar otro oneroso préstamo de dos millones y cuarto de escudos.

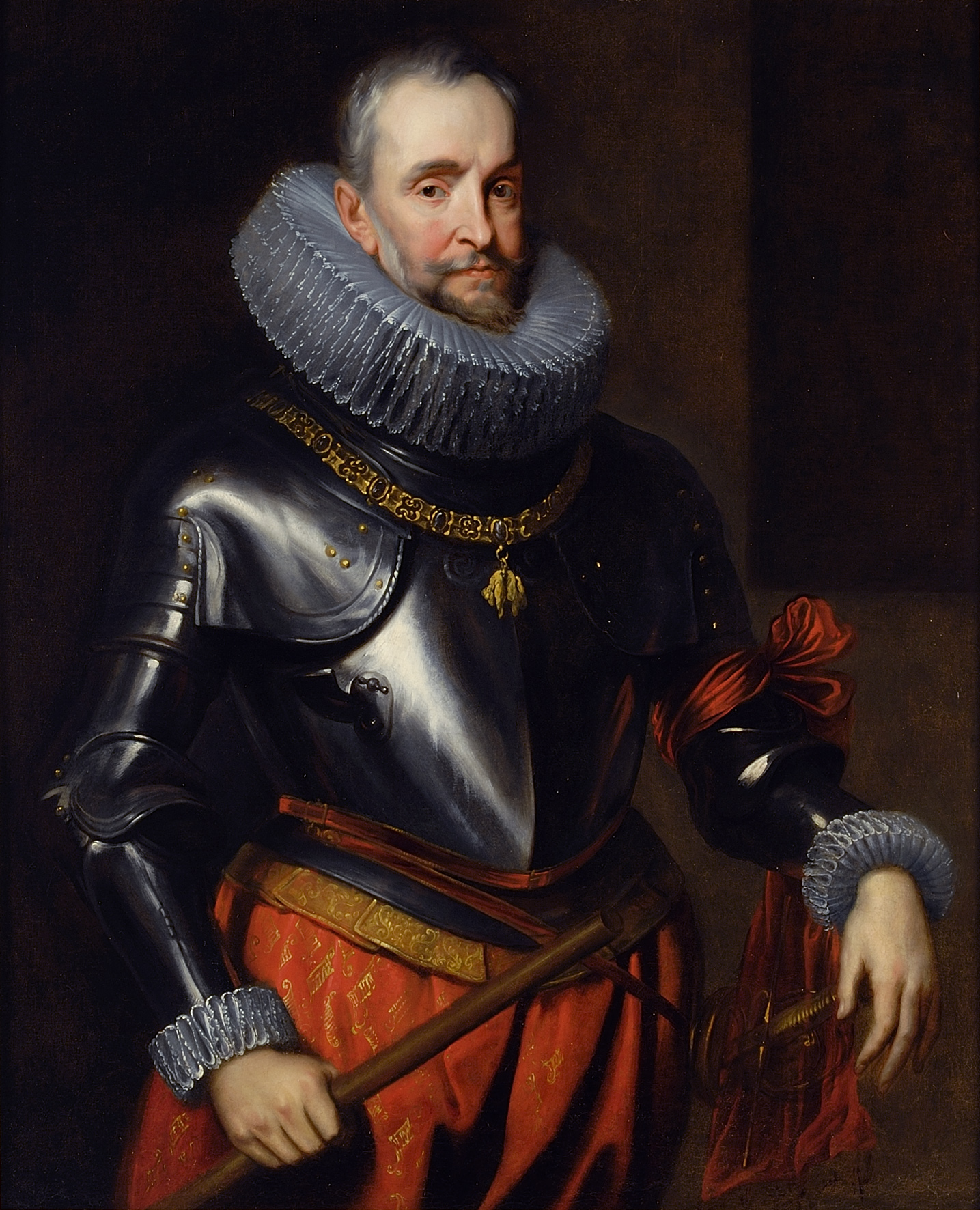
Retrato de Ambrogio Spinola por Anthony van Dyck

Una vez obtenidos los fondos, comenzó la campaña, con mal tiempo y mala suerte para las armas hispanas: Bucquoy no pudo cruzar el Waal y el ejército de Spínola tampoco pudo atravesar el Ijsel ante la presencia del ejército enemigo en la otra orilla. El genovés decidió entonces cambiar el plan de campaña y cercar Grol, plaza bien protegida pero que capituló el 5 de agosto. Seguidamente marchó contra Rheinberg, plaza que acababa de ser fortificada durante el invierno por Nassau y que protegía las posiciones holandesas en Frisia y dominaba el tráfico fluvial por el Rin. Nassau consiguió enviar refuerzos a los sitiados, que se defendieron encarnizadamente. El ejército de socorro que trató de sorprender a los sitiadores fracasó, sin embargo, en su misión. Finalmente Spínola conquistó la plaza tras un mes de asedio. Entonces tuvo que enfrentarse al amotinamiento de parte de sus soldados, que no habían recibido sus pagas porque parte del dinero del préstamo de la campaña no se había recibido. Los amotinados marcharon hacia Breda, dejando desguarnicidas Lochem, que el de Nassau recuperó fácilmente, y Grol. Pese a la complicada situación —escasos fondos, tropa desanimada y mal tiempo—, Spínola acudió a defender esta y consiguió que el enemigo se retirase. Al concluir la campaña y por la nueva falta de dinero otros tres mil soldados se rebelaron. Una vez más Spínola hubo de servir de avalista para obtener un nuevo préstamo para pagar los atrasos a los amotinados, a los que de inmediato expulsó del ejército y de Flandes.
Al terminar 1606, comenzaron las largas negociaciones entre holandeses y españoles. Spínola expresó la conveniencia de pactar con el enemigo si no se podían conseguir los fondos —unos trescientos mil escudos mensuales— para financiar la campaña del año siguiente. Los archiduques deseaban alcanzar la paz o, si esto no se conseguía, al menos una tregua; para Spínola, esta era también la mejor opción si se carecía de fondos para sostener nuevas campañas. El primer acuerdo con los holandeses se firmó ya en marzo de 1607: cada parte conservaría los territorios que dominaba, cesarían durante ocho meses los combates y se entablarían las negociaciones entre delegados de los dos bandos. Spínola fue uno de estos y participó en calidad de tal en los largos tratos con los holandeses que se verificaron en La Haya y que concluyeron con la firma de la tregua en 1609.
No pudo obtener el grado de «grande» que deseaba, y se vio obligado a entregar en garantía la totalidad de su fortuna para avalar los gastos de la guerra antes de que los banqueros adelantasen fondos a la Corona española. Ya que nunca se le restituyó ese dinero, quedó completamente arruinado. El Gobierno español comenzó entonces a recurrir a excusas para mantenerlo lejos de España.
Hasta la firma de la tregua de los doce años en 1609, siguió con el mando en el campo generalmente con éxito. Después de la firma de la misma continuó en su destino, y se le encargó, entre otras tareas, conducir las negociaciones con Francia cuando el príncipe de Condé huyó a Flandes con su mujer, Charlotte Marguerite de Montmorency, para ponerla fuera del alcance de la admiración senil de Enrique IV de Francia.

## Tregua y guerra en Alemania

Bandera del Tercio de Spínola hacia 1621.

En marzo de 1611, tras obtener el permiso del rey, viajó a Génova, de donde marchó luego a Madrid. En la corte se le hizo grande de España. Allí trató también la propuesta secreta holandesa de someterse al protectorado de la Corona a cambio de la firma de la paz perpetua.
Seguidamente Spínola cruzó Francia, donde fue recibido por el rey Luis XIII y su madre, la reina regente María de Médici, con los que se había acordado una doble boda real. Luego marchó a Praga, a felicitar al nuevo emperador Matías. En Praga trató las aspiraciones de los príncipes de Brandeburgo y Neoburgo al ducado de Cléveris, en cuyo conflicto sucesorio participaría pronto. De vuelta en Bruselas, el rey le encargó que tratase de asegurarse que las provincias flamencas le juraban fidelidad antes del fallecimiento del archiduque.
En 1614 tomó parte en las operaciones relacionadas con la herencia de Cléveris y Jülich, conflicto en el que también participaron los holandeses. A causa de esto, pasaba el tiempo entre Bruselas y el cuartel general de operaciones en Wessel, que conquistó durante la campaña. A finales de agosto, puso sitio a la ciudad de Aquisgrán, que ocupó tras dos días de asedio. Tras apoderarse de gran parte del ducado de Jülich sin detenerse para expugnar la capital, conquistó Wessel a principios de septiembre. Los holandeses, por su parte, se apostaron en Jülich y en otras plazas de la región. En enero de 1615 recibió la noticia de la muerte de su esposa, que le sumió temporalmente en gran zozobra. Para lidiar con el dolor de la pérdida, se retiró a una abadía.
Cuando estalló la guerra de los Treinta Años condujo una vigorosa campaña por el Bajo Palatinado, parte de cuyo territorio conquistó (1620) y fue recompensado con el grado de capitán general.

## Reanudación de la guerra con las Provincias Unidas
Cuando se acercó el momento de prorrogar la tregua con las Provincias Unidas o de retomar las armas, Spínola se pronunció en favor de la paz, al igual que el archiduque Alberto. Felipe III de España decidió volver a la guerra, opinión que compartió su hijo y heredero Felipe IV, pese a la falta de fondos para retomar las operaciones militares. A Spínola se lo envió a invadir el Palatinado, aunque sin concedérsele el grado de capitán general que ansiaba y sin recibir ayuda económica alguna, que solicitaba por maltrecha situación. Pese a las maniobras de los holandeses, con los que todavía se mantenía teóricamente la tregua, Spínola consiguió durante la campaña de 1620 apoderarse del Bajo Palatinado y del Alto Palatinado. Su misión teórica era asegurar la expulsión de Federico del territorio, según la decisión del emperador. En abril de 1621 firmó una tregua con los protestantes de la Unión Evangélica y volvió a los Países Bajos, en previsión de la reanudación de la guerra con los holandeses cuando caducase la tregua de 1609.
El 7 de diciembre de 1621, se le otorgó el título de marqués de los Balbases. Pese al honor, esto no conllevó que el rey escuchase sus opiniones sobre lo que debía hacerse tanto en el Palatinado como en los Países Bajos. Felipe IV había optado por reanudar la guerra con los holandeses en vez de renovar la tregua de 1609. Spínola regresó a Bruselas para encargarse de reorganizar el ejército y prepararlo para el inminente comienzo de las hostilidades. Falto nuevamente de fondos, tuvo problemas para asegurar el pago de los soldados y del resto de gastos militares. En 1622, envió tropas al ducado de Cléveris y ocupó el vecino de Juliers. Los intentos de poner fin a los combates mediante negociación en Bruselas fracasaron por la renuencia de Federico V del Palatinado a pactar con sus enemigos. Los tratos con Jacobo de Inglaterra y el emperador tampoco condujeron a la paz. En junio Spínola corrió las tierras del príncipe de Darmstadt. A continuación, trató en vano de apoderarse de la ciudad holandesa de Bergen op Zoom gracias a un traidor que debía abrirles las puertas.

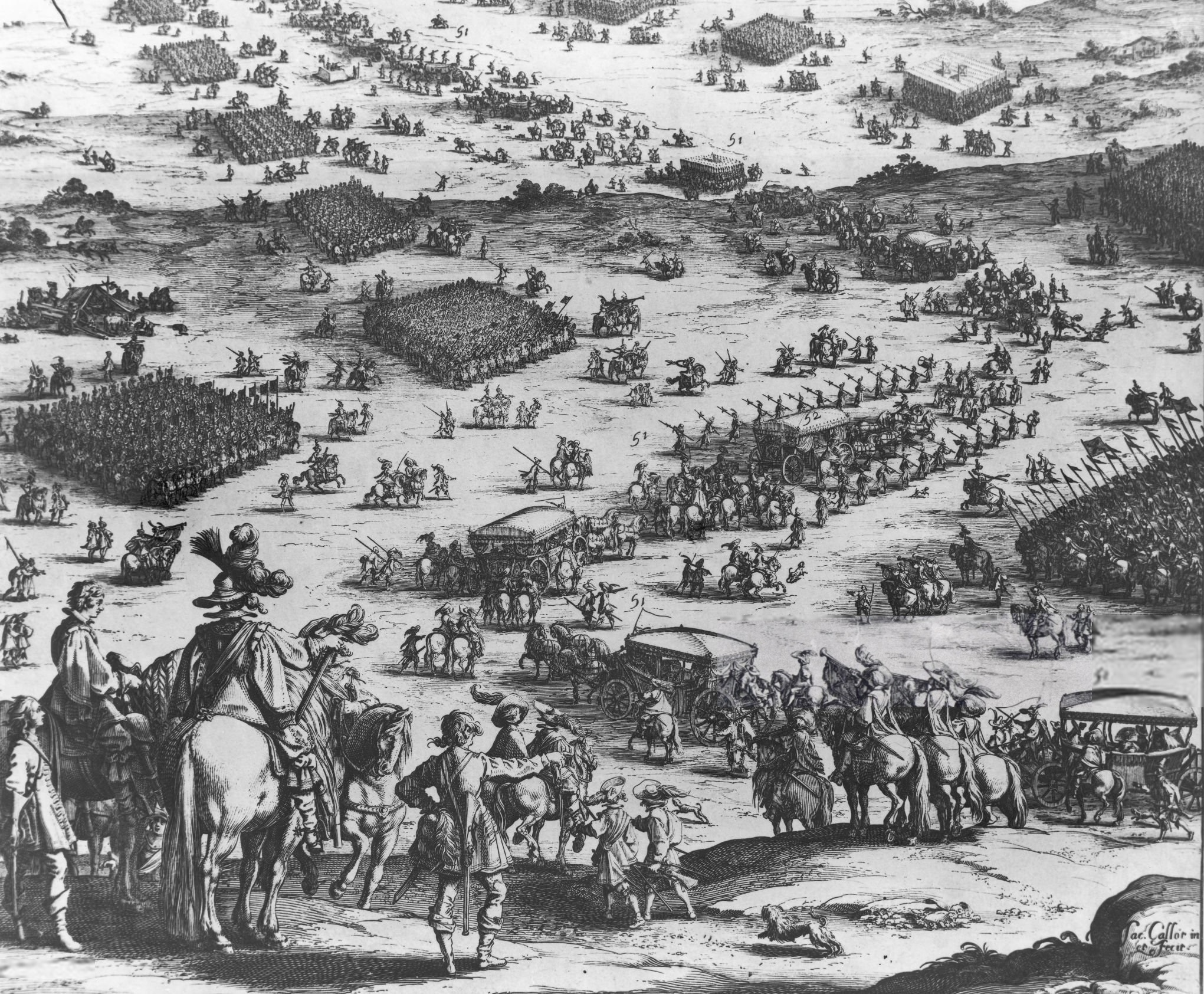
Sitio de Breda, de un grabado de la época. La expugnación de la estratégica plaza supuso un gran triunfo del genovés tras el dilatado cerco, pero agotó las arcas regias.

A continuación, obtuvo la más renombrada victoria de su carrera, la toma de Breda, tras un largo asedio sobre la ciudad que duró nueve meses (agosto de 1624-junio de 1625), y que triunfó a pesar de todos los esfuerzos del príncipe de Orange, Mauricio, por salvarla. La expugnación, onerosísima, agotó la hacienda real y se llevó a cabo por la insistencia de Spínola, a pesar de la oposición de la mayoría de sus oficiales y las dudas del Consejo de Estado. La conquista de la ciudad impelió a Mauricio a solicitar tratar la paz y al rey Felipe IV a concederle el cargo de comendador de Castilla al genovés. El puesto, sin embargo, no comportaba ventaja económica alguna durante doce años, lo que más necesitaba Spínola para tratar de recomponer su hacienda, muy maltrecha en el servicio real.
La toma de Breda fue la culminación de la carrera de Spínola. Sin embargo, la parálisis del gobierno de España, la necesidad acuciante de dinero y el nuevo favorito, Olivares, celoso del general, permitieron a los holandeses recuperarse. Spínola no pudo evitar que Federico Enrique de Nassau ocupase Groenlo, una buena avanzadilla hacia Breda. En febrero de 1628 regresó a España pasando por Francia y visitando de camino a Luis XIII y Richelieu en el cerco de La Rochela, resuelto a no reasumir el mando en Flandes a no ser que se le asegurasen fondos para mantener su ejército. En Madrid tuvo que sufrir las insolencias de Olivares, que se esforzaba al máximo en hacerle responsable de la pérdida de Groll. Spínola decidió no regresar a Flandes. Por entonces Spínola era partidario de firmar la paz en Flandes y de no intervenir en la sucesión del ducado de Mantua, cuyo señor había fallecido a finales de diciembre del año anterior.
Cuando estalló la guerra de Sucesión de Mantua, el gobierno de España nombró a Spinola gobernador del Milanesado. Desembarcó en Génova en septiembre de 1629; como dato curioso, en el mismo barco viajaba el pintor Diego Velázquez rumbo a Roma, por lo que se ha deducido que Spinola pudo relatarle la toma de Breda, que años después se plasmaría en Las lanzas. En Italia sufrió los efectos de la enemistad de Olivares, quien provocó que se le privase de sus poderes como plenipotenciario. La salud de Spinola se derrumbó, y habiendo sido objeto de expropiación de su dinero, escatimado la compensación que había reclamado para sus hijos y dejado caer en desgracia en presencia del enemigo, murió el 25 de septiembre de 1630 en el sitio de Casale. Sus últimas palabras murmuraron “honor” y “reputación”.
Está enterrado en el Palacio Spínola de Casalnoceto, en la campiña entre Génova y Milán.

## Matrimonio y descendencia
Casó en 1592 con Giovanna Bacciadonne con quien tuvo a: 
- Filippo Spinola (1596-1659), gobernador de Milán.[73]
- Polissena Spínola (m. 1639), casada en el 1639 con el I marqués de Leganés y primo del Conde-Duque de Olivares, Diego Mexía Felípez de Guzmán.
- Agostino Spínola (1597-1649).

En segundas nupcias casó en 1615 con Marie de Lorraine-Aumale, hija de Charles de Lorraine-Aumale, duque de Aumale (1555-1631) y Marie de Lorraine-Elbeuf (1555-1603).

## En la ficción
Ambrosio Spínola aparece en la serie de televisión El Ministerio del Tiempo, interpretado por Ramón Langa. En la serie, Spinola trabaja para el Gobierno español como jefe de operaciones militares del Ministerio del Tiempo, simultaneando su trabajo con sus campañas en Flandes.